# 許朝宗

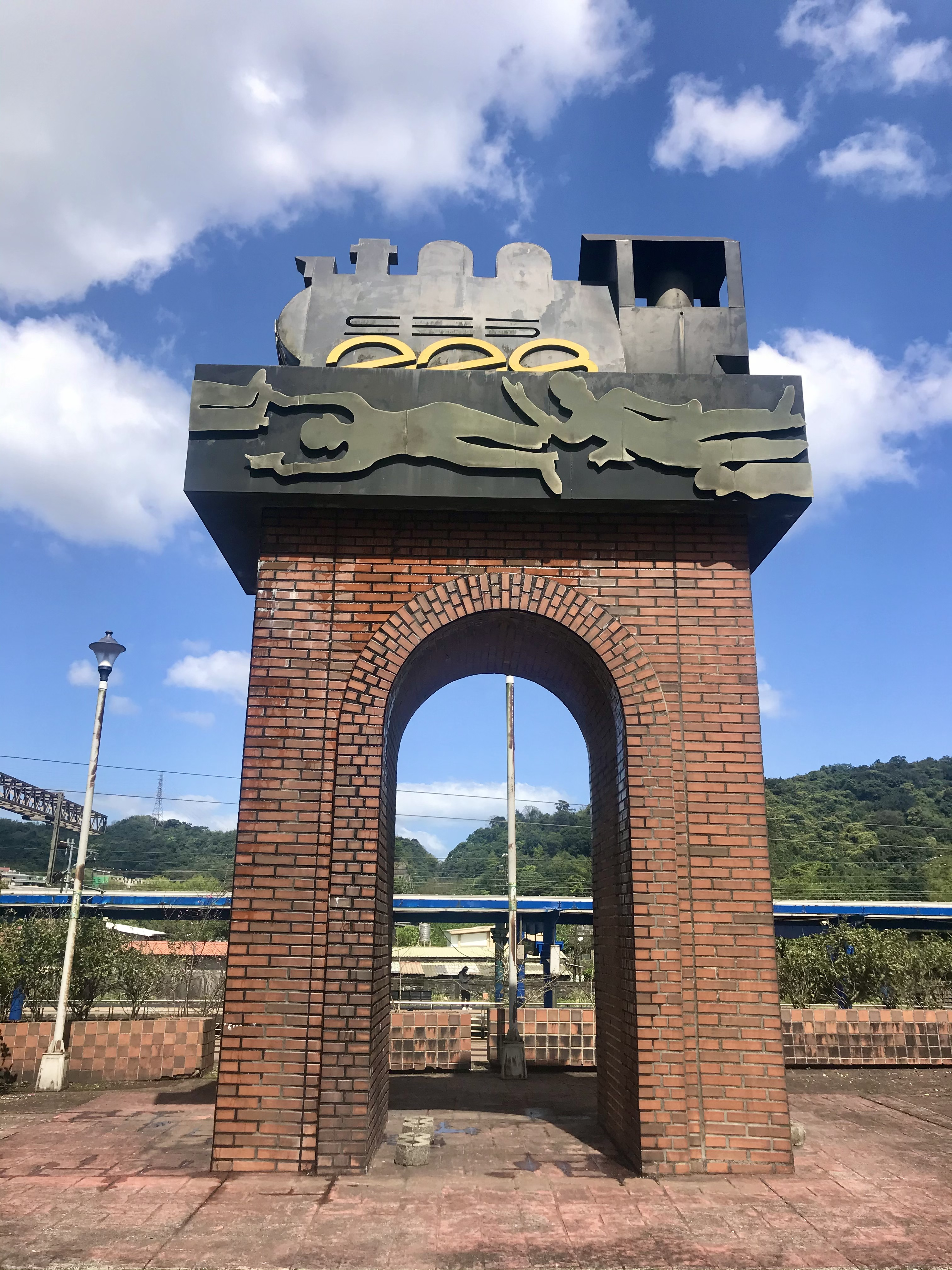
八堵站二二八紀念碑

許朝宗（?—1947年3月11日），臺灣公務員，二二八事件罹難者。基隆暖暖人，曾任鐵道部（即現今臺灣鐵路局前身）職員，國民政府接收臺灣後繼續任職於臺灣鐵路局，於二二八事件中被軍方劫持後行蹤不明，據政府認定罹難。
其子許義隆曾任基隆市議員，其孫為知名藝人許效舜。

## 於二二八事件失蹤
許朝宗於二二八事件爆發時任職臺鐵八堵車站副站長。
1947年3月1日，駐守澳底地區的基隆要塞直屬臺所屬官兵前往基隆要塞司令部處理採辦糧食事務。在乘鐵路列車經瑞芳車站時，據說該群官兵與群眾發生言語衝突，抵達八堵車站時，毆鬥事件爆發。最後，群眾將帶隊軍官予以綑綁，並奪取槍枝，其餘官兵輕重傷，更有一名士兵失蹤，後確認死亡。隨後，八堵車站站長李丹修協助受傷軍人敷藥，並安排車輛將士兵帶離衝突現場。
3月8日，基隆要塞部隊清空基隆港武裝群眾後再度戒嚴，3月9日，整編廿一師陸續抵達基隆港，除朝台中追討二七部隊外，並協助接手基隆要塞部份防務。10日，基隆要塞司令部發送公文至八堵車站要求有關人員配合緝捕涉事群眾，但站長李丹修表明已經難以追查。11日，澳底砲臺臺長史國華（要塞司令史宏熹侄子）率領士兵三十餘名前往八堵車站，並在抵達後將其包圍，當場擊斃站員張水連、鄧順兼、湯振平、謝清鳳、陳境棋等五人。隨後，點名3月1日當日值班的站長李丹修、副站長蘇水木、許朝宗與另外多名同事並強行押走，同樣下落不明，失蹤至今，顯然已經遇害。